# Marius Mayrhofer
Marius Mayrhofer, né le 18 septembre 2000 à Tübingen, est un coureur cycliste allemand.

## Biographie
Marius Mayrhofer pratique le VTT, avant de passer au cyclisme sur route à 14 ans. Sa sœur cadette Lucy (née en 2002), est également coureuse cycliste,.
En 2017, Marius Mayrhofer devient champion d'Allemagne sur route juniors (moins de 19 ans) et remporte une étape Tour de Haute-Autriche juniors. Il est sélectionné aux championnats d'Europe sur route et termine 34e de la course en ligne des juniors. Aux championnats du monde de la catégorie, il prend la 55e place. L'année suivante, il gagne deux étapes de la Course de la Paix juniors et une autre sur le Tour de Haute-Autriche juniors. Aux championnats du monde juniors, il est celui qui résiste le plus longtemps dans la roue du futur champion du monde et grand favori Remco Evenepoel. Distancé à 20 km de l'arrivée, Mayrhofer remporte finalement la médaille d'argent.
En 2019, il rejoint Sunweb Development, réserve de l'équipe World Tour Sunweb. Au mois de mars, pour sa première course, il se classe deuxième du prologue de l'Istrian Spring Trophy, battu pour quelques centièmes par son coéquipier Niklas Märkl. Le reste de sa saison est entaché de malchance, que ce soit via des maladies ou une blessure. En août 2020, il termine cinquième du championnat d'Allemagne sur route au Sachsenring. En fin d'année, son contrat avec l'équipe de développement de Sunweb est prolongé d'un an. Lors de l'année 2021, il dispute plusieurs courses au sein de l'équipe World Tour DSM (ex-Sunweb). Il se classe notamment dixième de la semi-classique Per sempre Alfredo et troisième de l'étape inaugurale de la Semaine internationale Coppi et Bartali.
En 2022, il signe un contrat professionnel avec l'UCI WorldTeam DSM. Après avoir dû abandonner le Tour de Catalogne en début de saison en raison d'une infection au COVID-19. Le 17 avril, il fait son retour lors de Paris-Roubaix, course qu'il abandonne. Il obtient ensuite plusieurs tops 10 lors de sprint massif sur le Tour de Hongrie.
En 2023, Marius Mayrhofer revient avec des ambitions à la hausse après une première saison chez les professionnels mitigée. Il fait son retour sur le Tour Down Under, course sur laquelle il réalise de nombreux tops 10. Il s'aligne ensuite sur la Cadel Evans Great Ocean Road Race, et gagne devant Hugo Page et Simon Clarke. Il prend alors part à son premier grand tour ,le tour d'Italie , ou il réalise de nombreux top 10 .
Mayrhofer signe un contrat avec l'équipe Tudor pour les saisons 2024 à 2026.

## Palmarès et résultats

### Palmarès amateur
- 2017

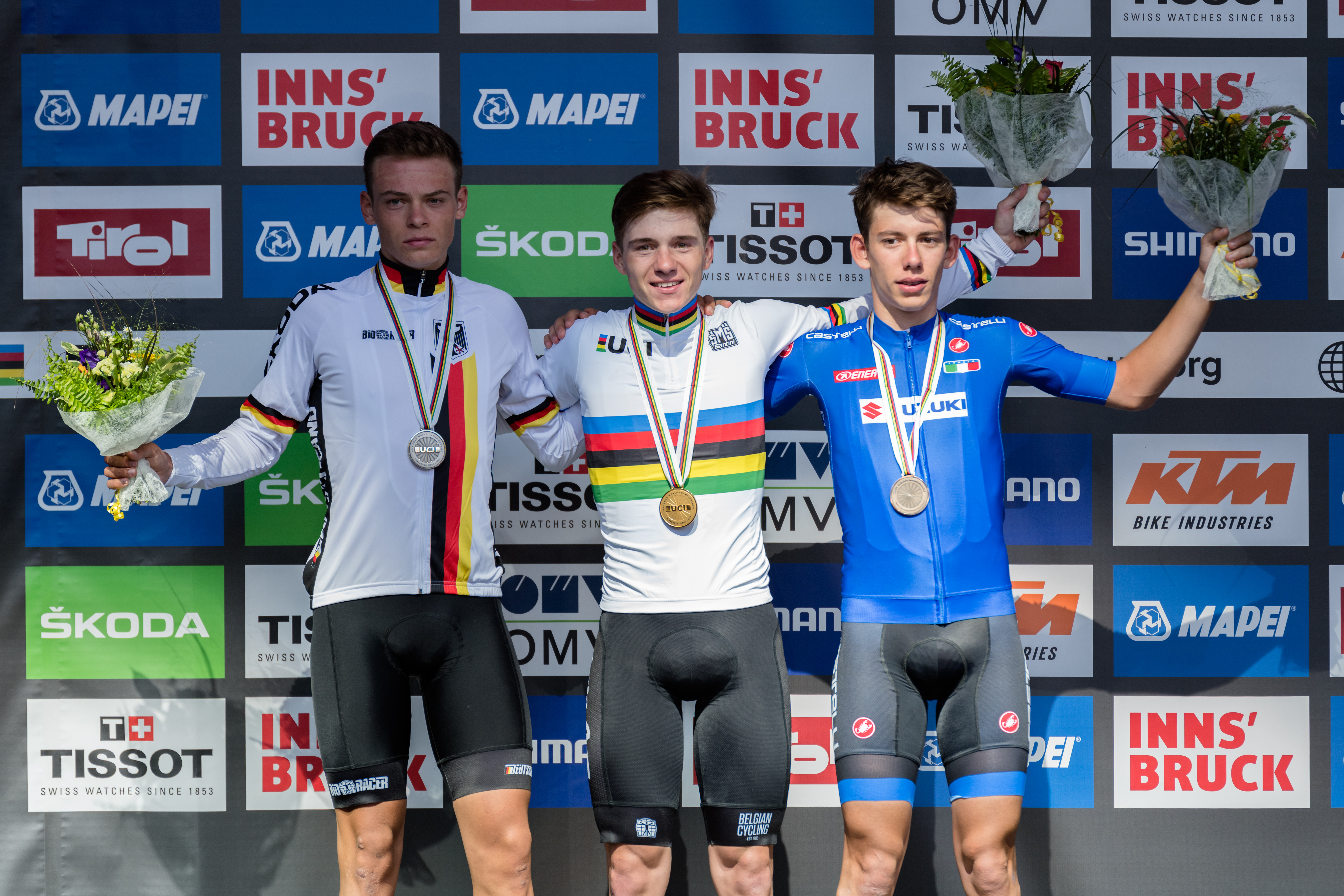
Mayrhofer, Remco Evenepoel et Alessandro Fancellu sur le podium des mondiaux juniors en 2018.

  -  Champion d'Allemagne sur route juniors
  - 2e étape du Tour de Haute-Autriche juniors
- 2018
  - Grand Prix Bob Jungels
  - 1re et 2eb étapes de la Course de la Paix juniors
  - 1re étape du Tour de Haute-Autriche juniors
  - Trofeo Comune di Vertova
  -  Médaillé d'argent du championnat du monde sur route juniors

### Palmarès professionnel
- 2023
  - Cadel Evans Great Ocean Road Race
- 2024
  - 2e du Trofeo Port d'Andratx-Port de Pollença
- 2025
  - 3e étape des Boucles de la Mayenne

### Résultats sur les grands tours

#### Tour de France
1 participation
- 2025 : 83e

#### Tour d'Italie
2 participations
- 2023 : 74e
- 2024 : non-partant (10e étape)

## Classements mondiaux
| Année                                 | 2019  | 2020 | 2021 | 2022 | 2023 | 2024 |
| ------------------------------------- | ----- | ---- | ---- | ---- | ---- | ---- |
| Classement mondial                    | 3035e | 775e | 974e | nc   | 175e | 264e |
| UCI Europe Tour                       | 1857e | 619e | 730e | nc   | nc   | nc   |
|                                       |       |      |      |      |      |      |
| Légende : nc = non classéSource : UCI |       |      |      |      |      |      |